# Erianthella formosana
Erianthella formosana är en insektsart som först beskrevs av Tokuichi Shiraki 1910.  Erianthella formosana ingår i släktet Erianthella och familjen Chorotypidae. Inga underarter finns listade i Catalogue of Life.